# Cornelis de Bruyn

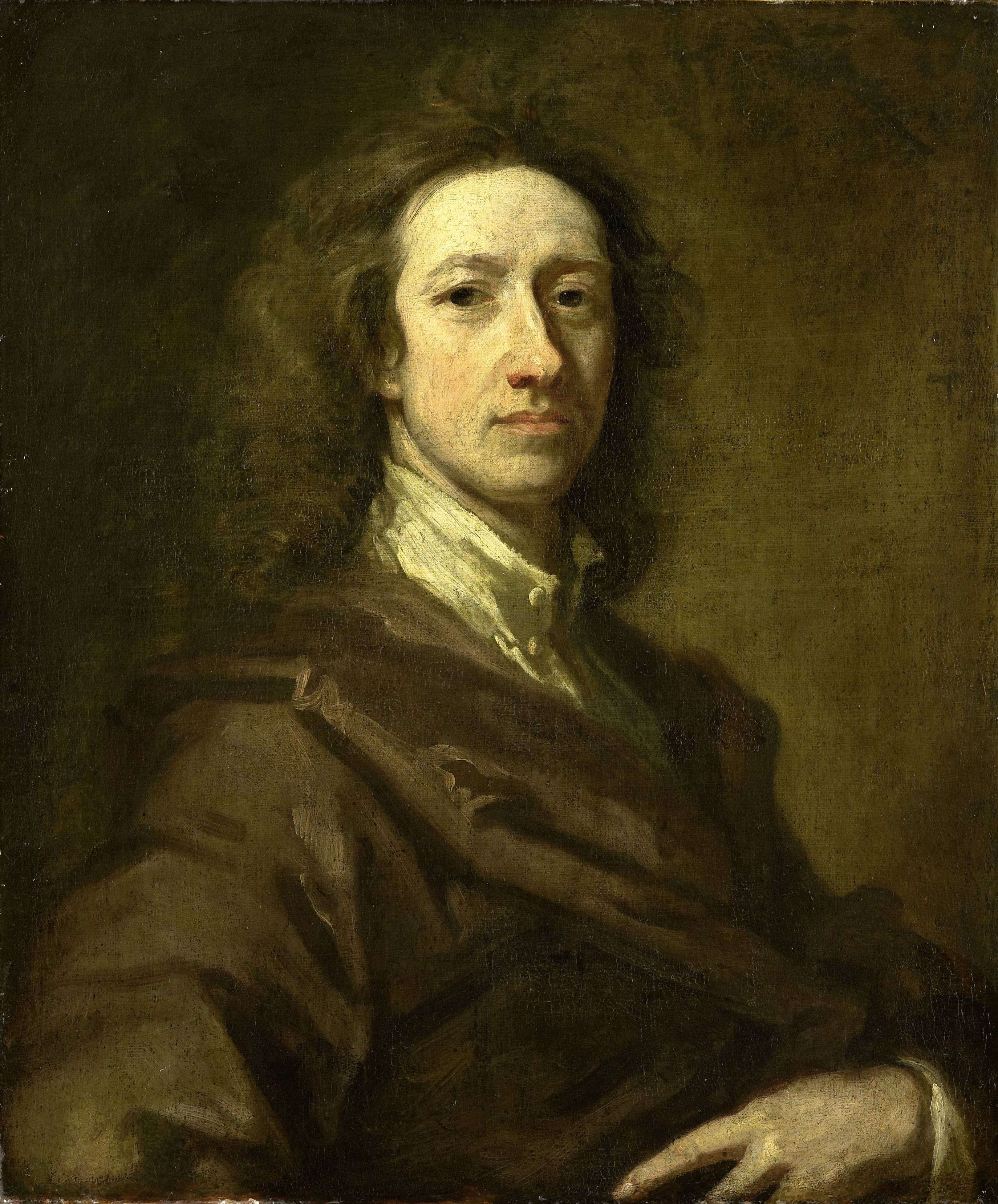
Cornelis de Bruyn, Porträt von Godfrey Kneller (Rijksmuseum Amsterdam)

Cornelis de Bruyn, andere Schreibweise: Cornelis de Bruijn (* 1652 in Den Haag; † um 1727 in Zydebaelen bei Utrecht) war ein niederländischer Reisender, Maler und Buchautor.

## In den Niederlanden
Über den familiären Hintergrund ist wenig bekannt. Sein Vater hieß Jan de Bruijn. Cornelis erwähnt bei der Vorbereitung seiner zweiten großen Reise drei Schwestern; eine davon, Anna Maria de Bruijn, ist im Taufbuch der Evangelisch-Lutherischen Kirche aufgeführt (7. Juni 1651). Bei der Haager Malergilde Pictura unter Leitung von Theodoor van der Schuer belegte Cornelis de Bruyn im Sommer 1674 Kurse. Er beherrschte Latein und Französisch. 
In seinem Reisebericht bezeichnete er sich mehrfach als Parteigänger Wilhelms von Oranien. Die Abreise aus Den Haag fällt zeitlich zusammen mit einem missglückten Anschlag auf den Politiker Johan de Witt, einem Gegner Wilhelms, welcher von einem jungen Mann aus Den Haag namens Cornelis de Bruyn verübt wurde (21. Juni 1672). Der Maler beteuerte seinen Lesern, mit diesem Namensvetter nichts zu tun zu haben. Es ist trotzdem möglich, dass Cornelis de Bruyn Gründe hatte, die Niederlande für längere Zeit zu meiden.
Siehe auch: Rampjaar.

## Erste Reise
Am 1. Oktober 1674 brach der etwa 22-jährige Maler zu seiner ersten großen Reise auf, die ihn zunächst nach Rom führte, wo er sich 18 Monate aufhielt. Er schloss sich einer Gruppe niederländischer Künstler an, den Bentvueghels. Bei der Aufnahme in diesen Kreis wurde er auf den Namen Adonis „getauft“. Als Papst Clemens X. starb, erwies man de Bruyn die Gunst, die Kapelle zu betreten und die Hand des Toten zu berühren. Auf seinen Reisen machte de Bruyn immer wieder die Erfahrung, dass sich für ihn Türen öffneten – die Gründe dafür sind nicht bekannt.
Dann reiste er weiter in die Levante. 1678 bis 1681 wohnte er in Izmir, mit einem längeren Zwischenaufenthalt in Konstantinopel. Das islamische Bilderverbot erschwerte es ihm, den Zeichenstift offen zu gebrauchen, wie er auf seiner Reise noch mehrfach erfuhr. Bei seiner Ankunft in Rhodos schrieb er: 

„Wie ich gewohnt war, alle Ortschaften nach Gelegenheit zu Papier zu bringen, hatte ich auch diese bei meiner Ankunft aus zwei Perspektiven gezeichnet, aber so unauffällig wie ich nur konnte. Denn da Rhodos eine der stärksten türkischen Festungen ist, hätte ichs nicht minder als mit dem Tode büßen müssen, wenn man mich dabei entdeckt hätte. Sie bilden sich nämlich ein, dass die Christen mit den Zeichnungen ihrer Orte nichts anderes im Sinn haben, als diese bei Gelegenheit gegen sie zu benutzen.“

1681 segelte er nach Ägypten, wo er Kairo, Sakkara und Alexandria besichtigte. Im Anschluss daran kam er über Joppe nach Palästina und besuchte Jerusalem und Bethlehem. 
Dass es für orientalische und besonders biblische Motive und Landschaften in den Niederlanden einen Markt gab, war für de Bruyn selbstverständlich. Selbst Protestant, ließ er sich bei der Besichtigungstour in Jerusalem von einem Franziskaner der dortigen Kustodie und einem Dragoman begleiten, notierte aber ständig Zweifel an den Erklärungen des Paters. Das Pflaster im Mariengrab etwa, das man ihm als antik darstellte, hielt er für frisch und neu gemacht. Andererseits verbrachte er drei Tage und Nächte innerhalb der Grabeskirche und bezeichnete dies als eine tiefe religiöse Erfahrung.
Sein Aufenthalt in Jerusalem war nicht ohne Risiko. Heilige Stätten zu zeichnen war strikt verboten. Schwierig war besonders das große Stadtpanorama, das er auf dem Ölberg anfertigte und wofür er mehrere Tage brauchte. Er richtete sich dort mit zwei Mönchen und dem Dragoman einen Picknickplatz ein, so dass sie die Zeichenutensilien nötigenfalls im Picknickkorb verschwinden lassen konnten.

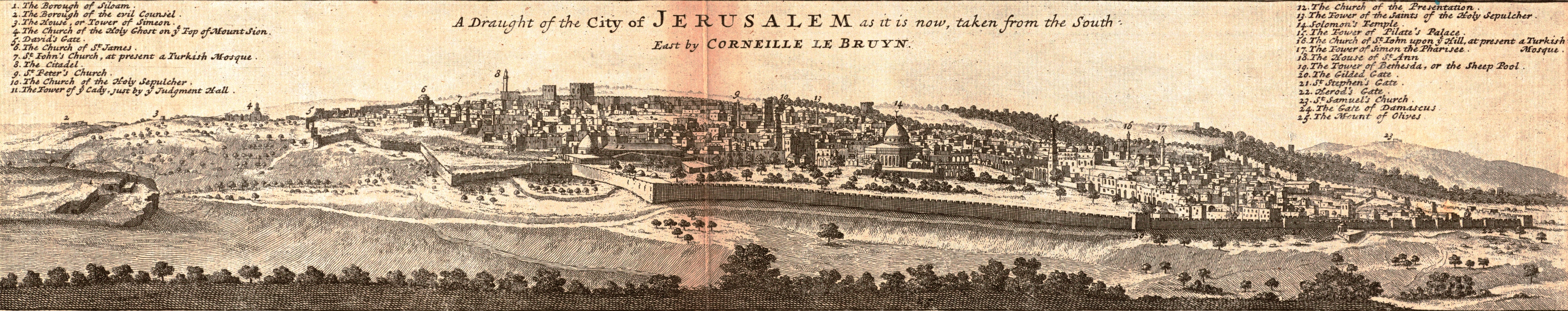
Stadtansicht von Jerusalem

Von Jerusalem reiste de Bruyn nach Tripoli. Das Frühjahr 1682 verbrachte er mit der Erkundung Akkos und Galiläas. Anschließend wohnte er etwa ein Jahr in Aleppo. Im Frühjahr 1683 schiffte er sich nach Zypern ein, segelte nach Antalya und kehrte von dort auf dem Landweg nach Izmir zurück.
Im Oktober 1684 verließ de Bruyn das Osmanische Reich. Er ließ sich in Venedig nieder, wo er acht Jahre wohnte und Zeichenunterricht bei Johann Carl Loth nahm.
Im März 1693, fast zwanzig Jahre nach seiner Abreise, kehrte Cornelis de Bruyn nach Den Haag zurück, wo seine Zeichnungen, Aquarelle und Gemälde orientalischer Motive so viel Anklang fanden, dass er sich entschloss, seine Reiseeindrücke im Eigenverlag als sein erstes Buch herauszubringen (1698) und dem bibliophilen Fürsten von Wolfenbüttel Anton Ulrich zu Braunschweig und Lüneburg zu widmen. 
Seine eigenen Zeichnungen reicherte er mit Illustrationen anderer Autoren (besonders Jean de Thévenot) an. Dieses Werk war ein großer Erfolg und wurde ins Französische und Englische übersetzt.

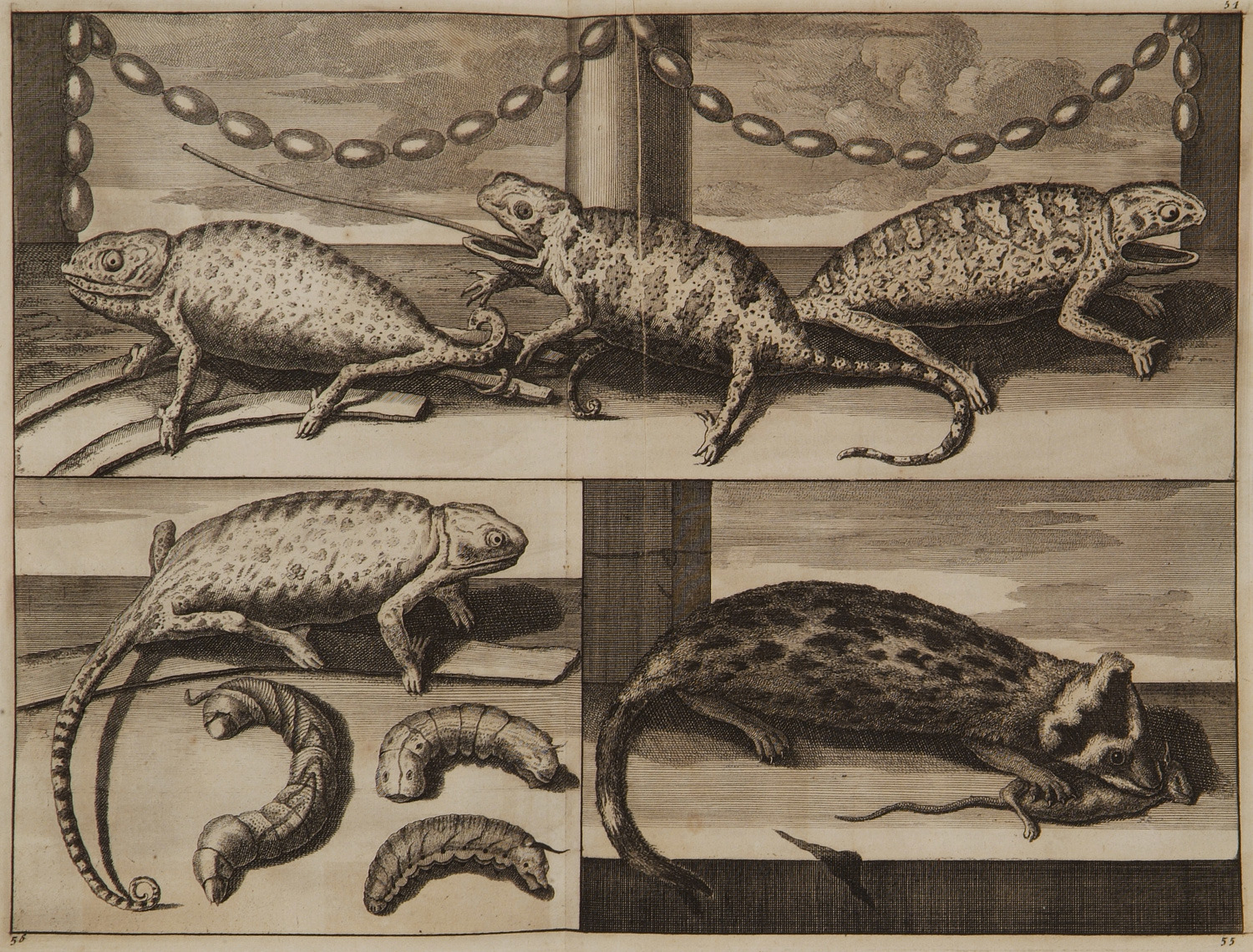
Tierstudien in Izmir
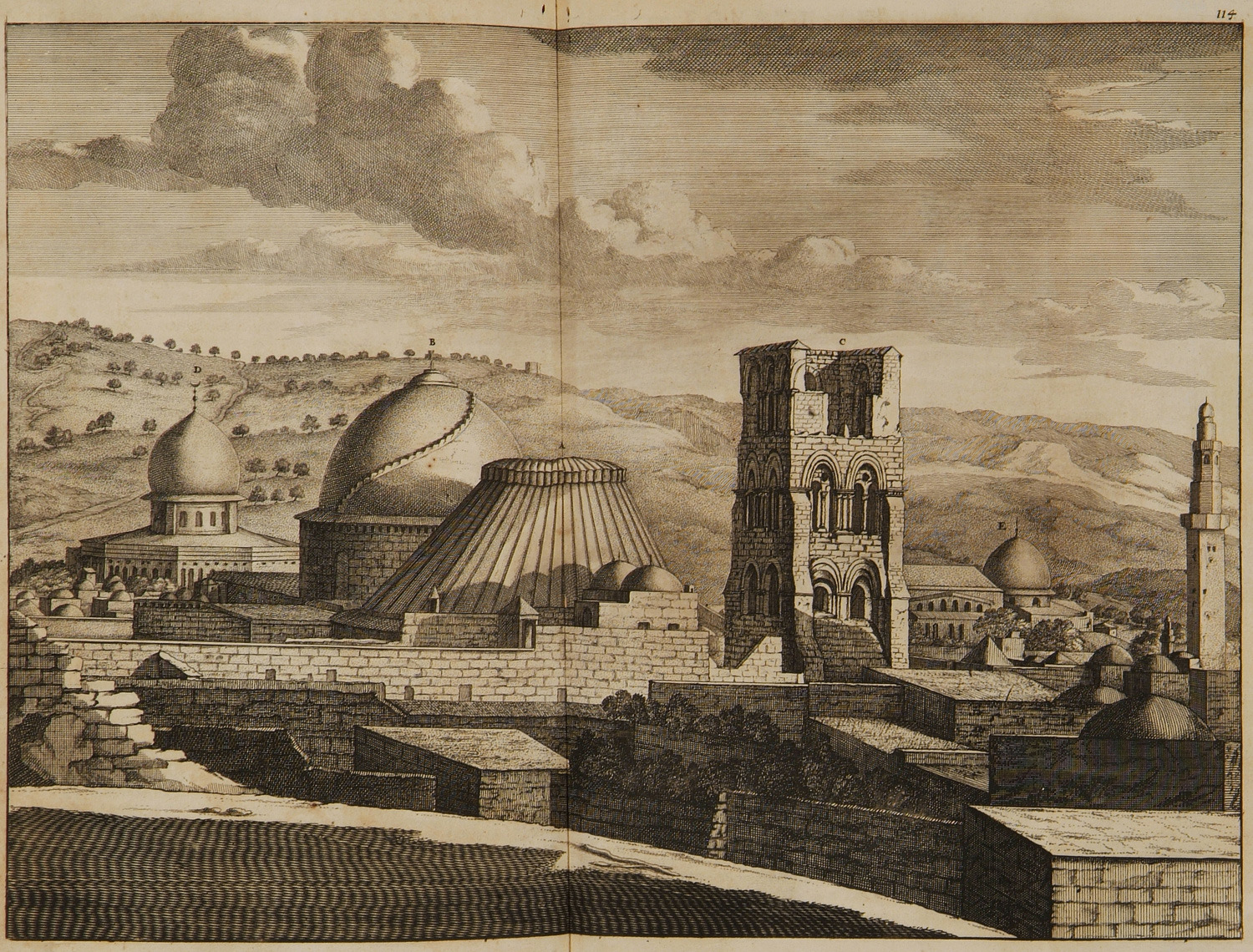
Dächer von Jerusalem
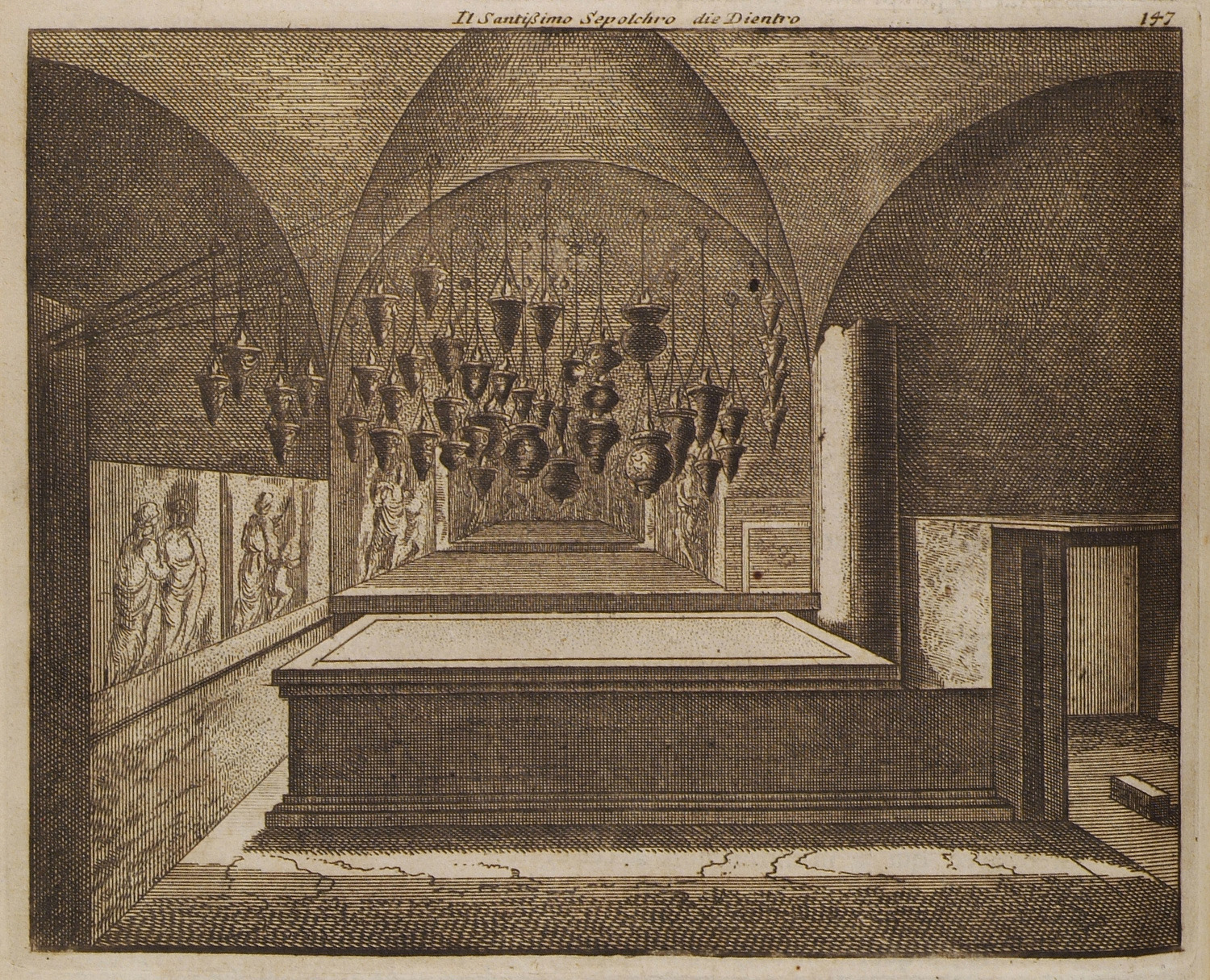
Heilig-Grab-Ädikula
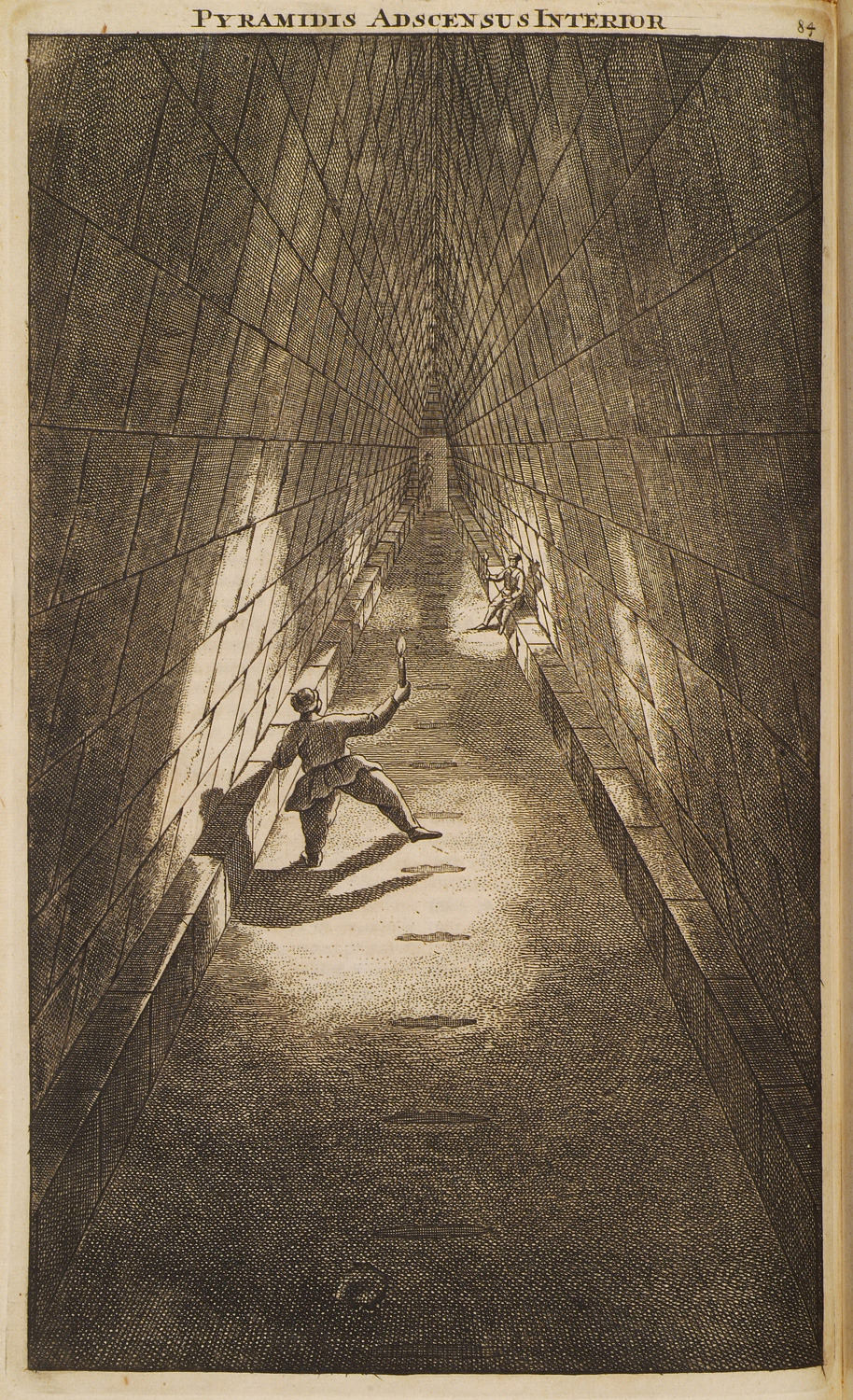
Cheops-Pyramide

## Zweite Reise
Im Sommer 1701 brach Cornelis de Bruyn zu seiner zweiten Fernreise auf. Per Schiff gelangte er nach Archangelsk und von dort im Winter 1701/02 per Schlitten nach Moskau. Empfehlungsbriefe des Bürgermeisters von Amsterdam ermöglichten ihm Zugang bei Hofe, wo er Zar Peter dem Großen mehrmals begegnete und Aufträge für Porträts erhielt. Im April 1703 brach de Bruyn wiederum auf. Er segelte die Wolga hinunter, überquerte das Kaspische Meer und traf im November mit einer Handelskarawane zu Pferde in Isfahan ein. Ein Jahr wohnte er dort; dann brach er zu einer dreimonatigen Expedition nach Persepolis auf, um die dortigen Altertümer zu zeichnen. Dann verließ er Persien und gelangte über Bandar Abbas nach Sri Lanka, Batavia (Jakarta), Holländisch-Westindien, worauf er schließlich über die gleichen Stationen wie auf der Hinreise nach Den Haag zurückkehrte. 
Hier traf er im Oktober 1708 ein und begann sogleich damit, sein auf der Reise gesammeltes Material für den Druck vorzubereiten. Dieses reich illustrierte Buch kam 1711 heraus; Übersetzungen ins Französische und Englische folgten.

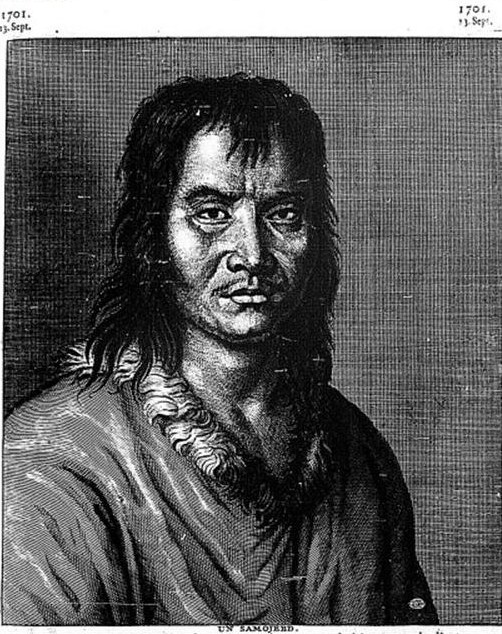
Porträt eines Samojeden
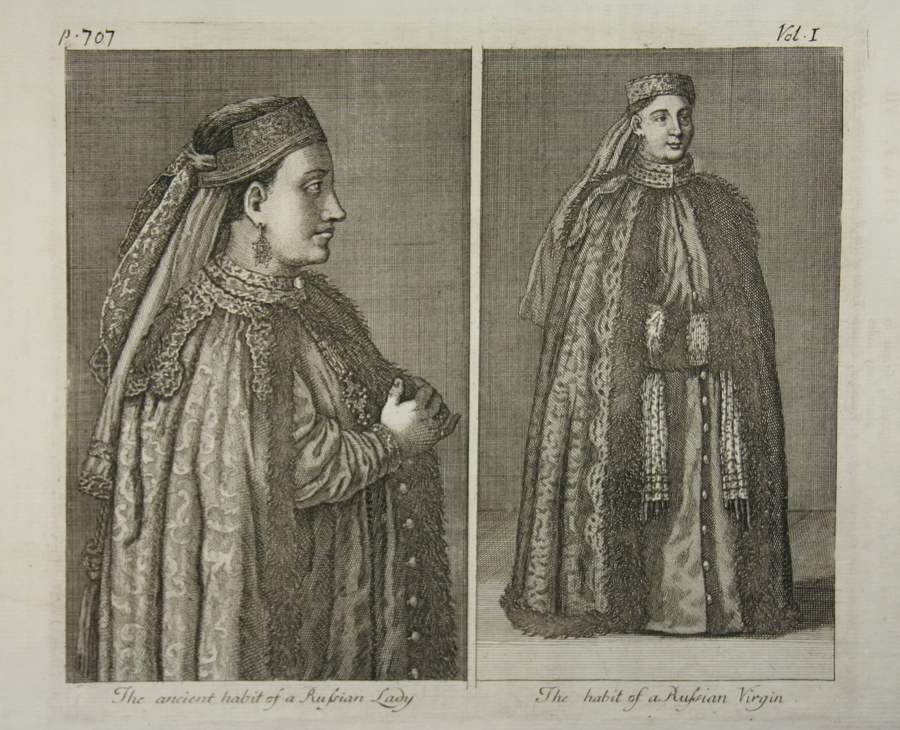
Russische Frauen
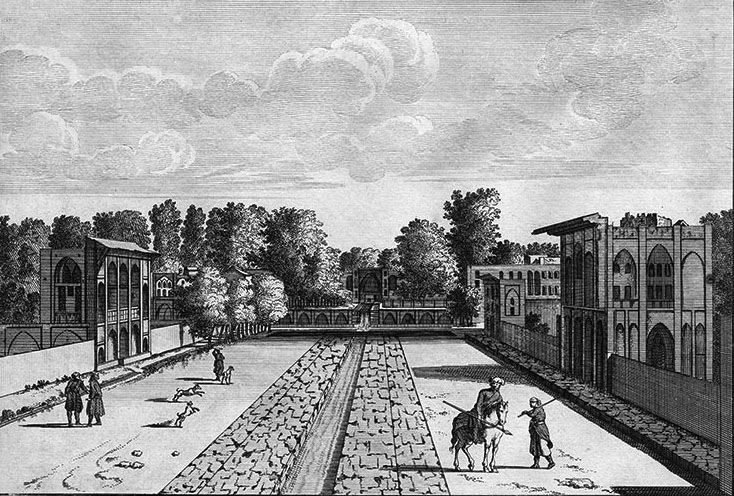
Isfahan
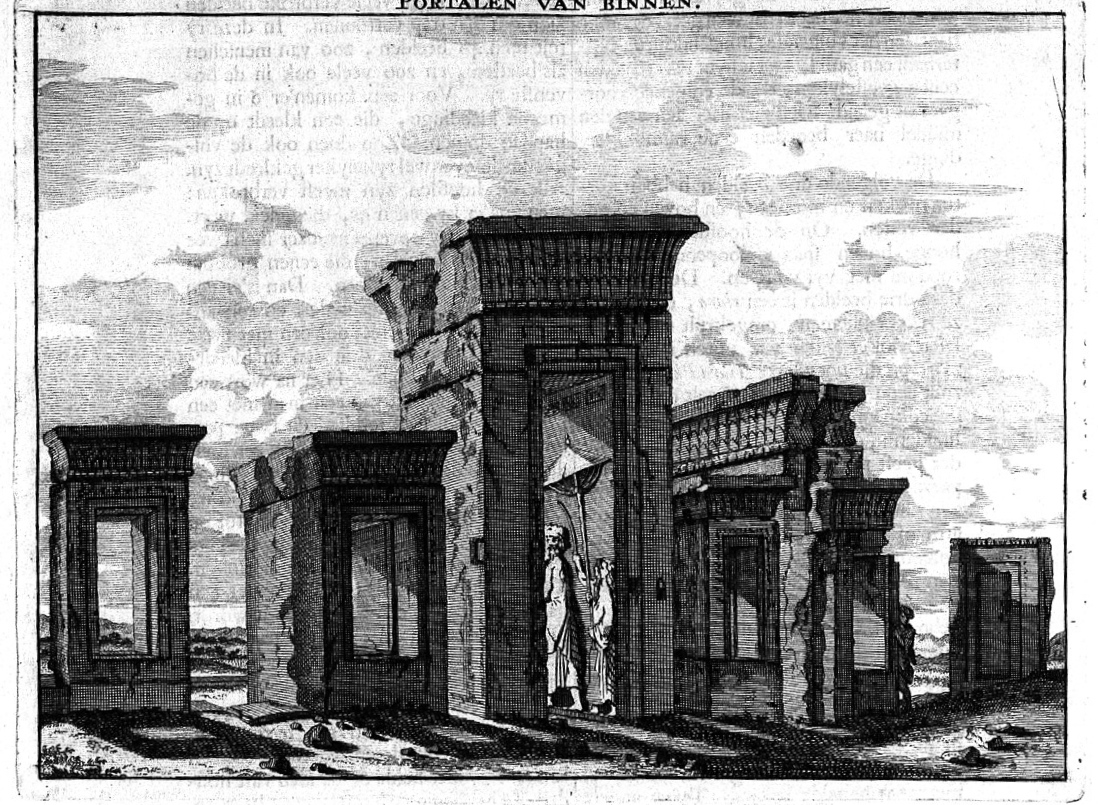
Persepolis

## Letzte Lebensjahre und Tod
Die finanziellen Verhältnisse de Bruyns bleiben unklar. Zweifellos konnte er durch den Verkauf seiner Kunstwerke unterwegs Geld verdienen. Doch gab es im Osmanischen Reich keinen Absatzmarkt für Bilder. Auch hätten bei einem Verkauf in großem Stil mehr Bilder de Bruyns ihren Weg in verschiedene Sammlungen finden müssen, tatsächlich sind außerhalb der beiden Bücher nur wenige Werke von seiner Hand bekannt. Vielleicht hatte er einen Förderer, der seine Fernreisen ermöglichte. Jedenfalls verschlechterte sich seine Lage in den 1720er Jahren immer mehr, so dass er verarmt und vereinsamt starb.

## Rezeption
De Bruyns Bücher wurden im 18. Jahrhundert viel gelesen. In vielen Punkten vermittelte er Europa neue Informationen über fremde Länder und Kulturen. Seine bleibende Bedeutung liegt darin, dass die Architekturstudien, Zeichnungen und Beschreibungen sehr exakt sind und sich darin positiv von zeitgenössischen Werken unterscheiden.

## Werke
- Reizen van Cornelis de Bruyn door de vermaardste deelen van Klein Asia, de eylanden Scio, Rhodus, Cyprus, Metelino, Stanchio, &c., mitsgaders de voornaamste steden van Aegypten, Syrien en Palestina. Verrijkt met meer als 200 kunstplaaten door den auteur zelf na het leven afgeteekend. (1698)
- Reizen over Moskovie, door Persie en Indie verrijkt met 300 kunstplaaten door den auteur zelf na 't leven afgeteekend. (1711)